# جيم باكستر
جيم كوران باكستر (بالإنجليزية: Jim Baxter)‏ مواليد 29 سبتمبر 1939 في إسكتلندا - الوفاة 14 أبريل 2001 في غلاسكو، هو لاعب كرة قدم إسكتلندي كان يلعب كلاعب وسط. سبق له أن لعب في كأس العالم لكرة القدم مع منتخب بلاده. بدأ مسيرته الرياضية عام 1957. لعب خلال مسيرته 359 مباراة سجل خلالها 37 هدفاً.

## روابط خارجية
- جيم باكستر على موقع الاتحاد الإسكتلندي (الإنجليزية)
- جيم باكستر على موقع قاعدة بيانات كرة القدم.إي يو (الإنجليزية)
- جيم باكستر على موقع ناشيونال فوتبول تيمز (الإنجليزية)
- جيم باكستر قاعة قاعة إسكتلندا للمشاهير الرياضية (الإنجليزية)